# 990

## Události
- Měšek I. obsadil střední a dolní Slezsko, které do té doby ovládal Boleslav II.
- Založeno město Lund ve Švédsku

## Narození
- 11. listopadu – Gisela Švábská, německá královna († 15. února 1043)
- ? – Konrád II. Sálský (přibližné datum), římský král a císař († 4. červen 1039)
- ? – Brjačislav I. Polocký, polocký kníže († 1044)

## Úmrtí
- ? – Do Phap Thuan, buddhistický učenec (* 914)

## Hlavy států
- České knížectví – Boleslav II.
- Papež – Jan XV.
- Svatá říše římská – Ota III. (regentka Theofano)
- Anglické království – Ethelred II.
- Skotské království – Kenneth II.
- Polské knížectví – Měšek I.
- Západofranská říše / Francouzské království – Hugo Kapet
- Uherské království – Gejza
- První bulharská říše – Roman I. Bulharský
- Byzanc – Basileios II. Bulharobijec